# Alas de juventud
Alas de juventud  es un melodrama español dirigido por Antonio del Amo y estrenado en 1949.

## Argumento
Daniel y Luis son dos cadetes de la Academia General del Aire que son también rivales en pretender el amor de Elena, que es hija del Coronel. Daniel realiza espectaculares piruetas sobre la casa de Elena, cosa que enfurece al coronel, su padre. Poco después, Daniel cambia de táctica y se convierte en un estudiante ejemplar, lo que desata la envidia de Luis, que le desafía. Durante el regreso a Almería, el avión de Luis se incendia y tiene que lanzarse en paracaídas. Su única oportunidad de sobrevivir es que Daniel consiga rescatarle. Pero queda gravemente herido.